# Amerikanischer Zürgelbaum
Der Amerikanische Zürgelbaum oder Westliche Zürgelbaum (Celtis occidentalis) ist ein mittelgroßer Laubbaum aus der Gattung der Zürgelbäume in der Familie der Hanfgewächse (Cannabaceae). Die Gattung wird häufig auch der Familie der Ulmengewächse (Ulmaceae) zugeordnet. Das Verbreitungsgebiet liegt im Osten Kanadas und der USA.

## Beschreibung
Der Amerikanische Zürgelbaum ist ein laubabwerfender bis über 25 Meter, selten bis über 35 Meter hoher Baum mit breiter, unregelmäßiger Krone und leicht überhängenden Ästen. Der Stammdurchmesser erreicht bis zu 2 Meter. Die Borke ist grau und tief gefurcht und wird im Alter warzig. Das Holz ist hell gelb. Die Zweige haben keine Dornen, die Triebe sind mehr oder weniger behaart.
Die wechselständigen Laubblätter haben einen 0,5 bis 1,2 Zentimeter langen Stiel. Die Blattspreite ist 5 bis 12 Zentimeter lang und 3 bis 6, selten bis 9 Zentimeter breit, eiförmig bis breit-eiförmig, spitzig bis zugespitzt oder bespitzt, mit teils schiefer, abgerundeter bis gestutzter oder leicht herzförmiger Basis und bis auf den unteren ganzrandigen Teil spitzig gezähntem, gesägtem Blattrand. Die Blattoberseite ist glänzend grün und glatt, die Unterseite etwas heller und kahl bis auf den Adern behaart. Die Herbstfärbung ist goldgelb.
Celtis occidentalis ist polygam-monözisch, die Pflanzen sind (funktionell) monözisch mit zwittrigen Blüten. Die Blüten erscheinen achselständig bis zu dritt, zymös, die weiblichen oder zwittrigen Blüten erscheinen oft einzeln. Die einfache Blütenhülle ist meist fünfzählig (4–6). Die grünlich-gelben oder -bräunlichen Blüten sind gestielt.
Die süßlich schmeckenden und einsamigen, kahlen, dünnfleischigen Steinfrüchte wachsen auf etwa 2 Zentimeter langen Stielen. Sie sind beinahe kugelig, 7 bis 11, selten bis 20 Millimeter groß, orange-rot bis dunkel-purpurn. Der rundliche, cremefarbige Steinkern ist grubig, 7 bis 9 Millimeter lang und 5 bis 8 Millimeter breit.
Die Chromosomenzahl beträgt 2n = 20.

Amerikanischer Zürgelbaum
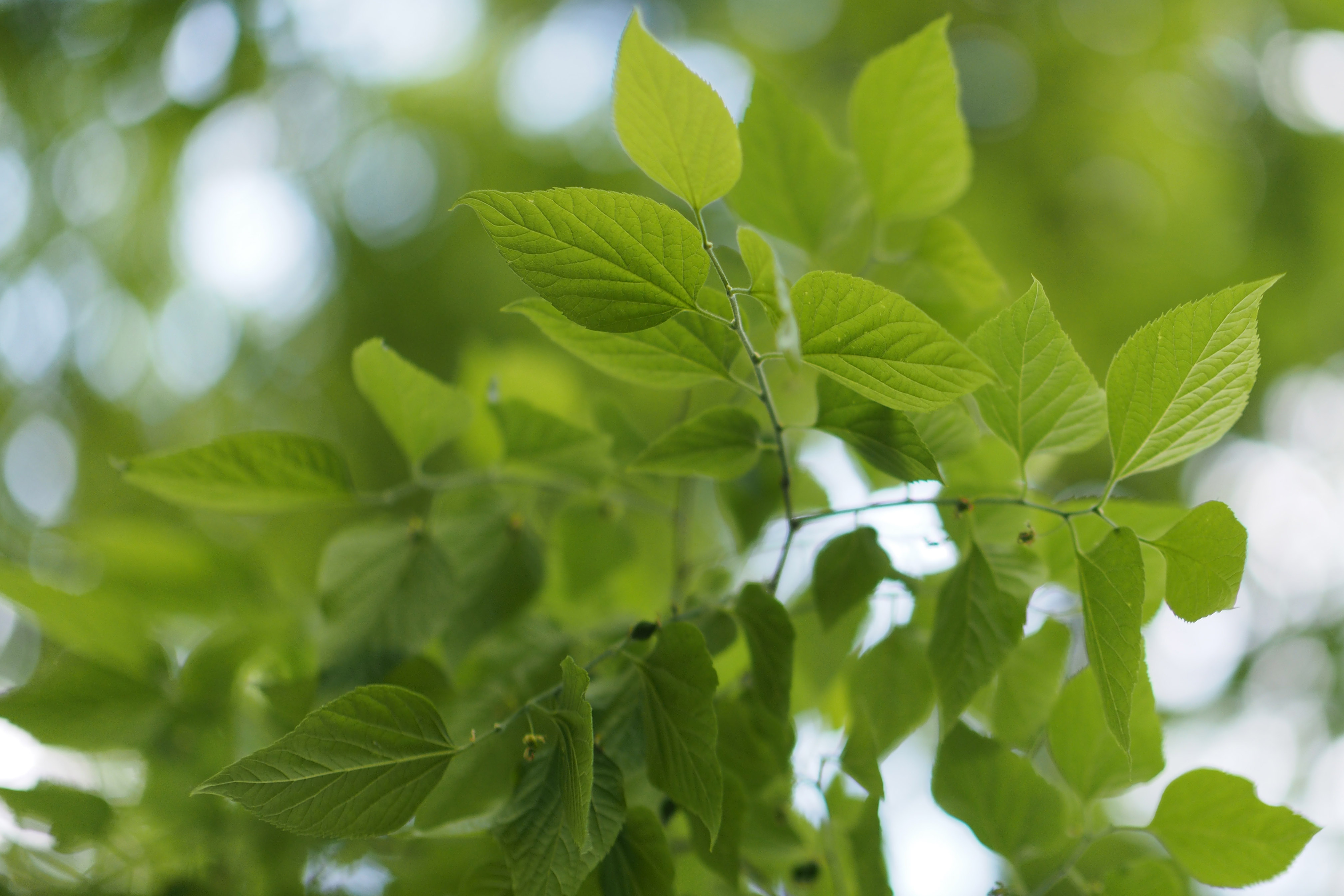
Junge Blätter (Mitte Mai)
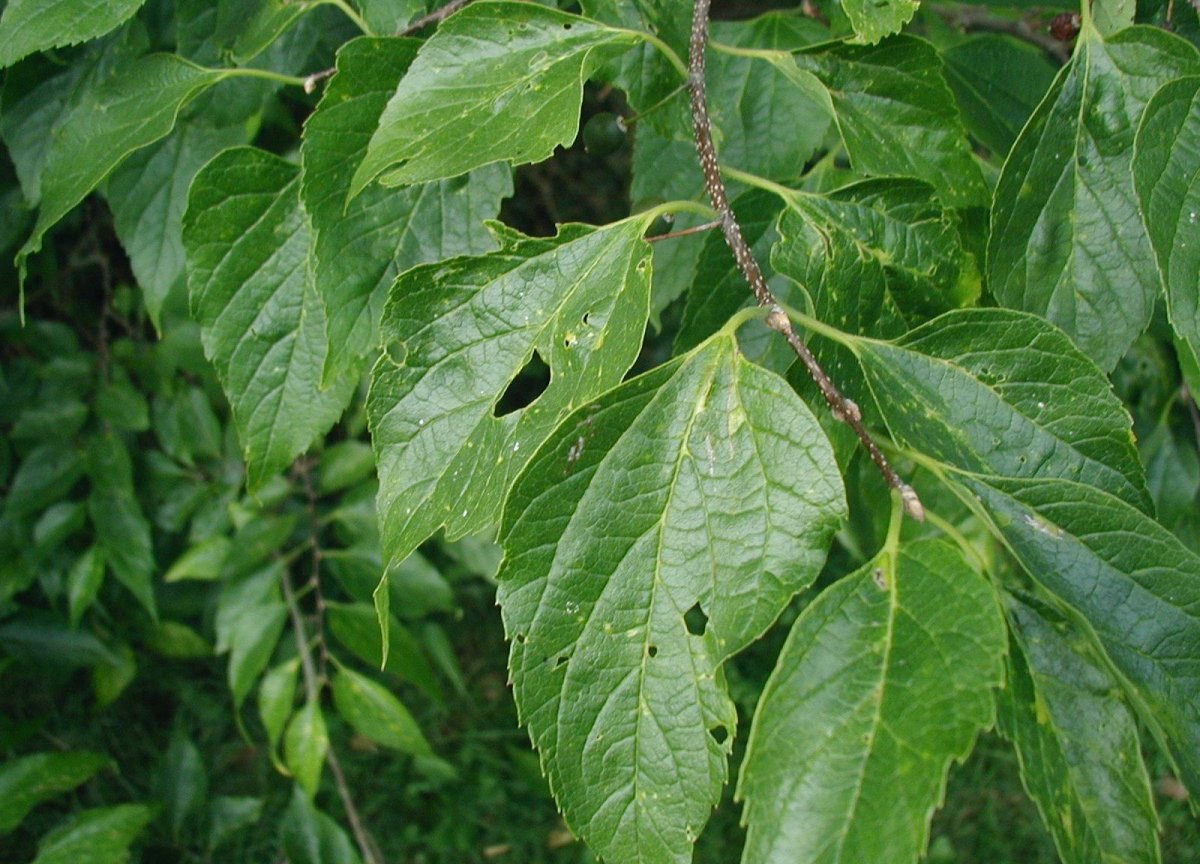
Ausgebildete Blätter
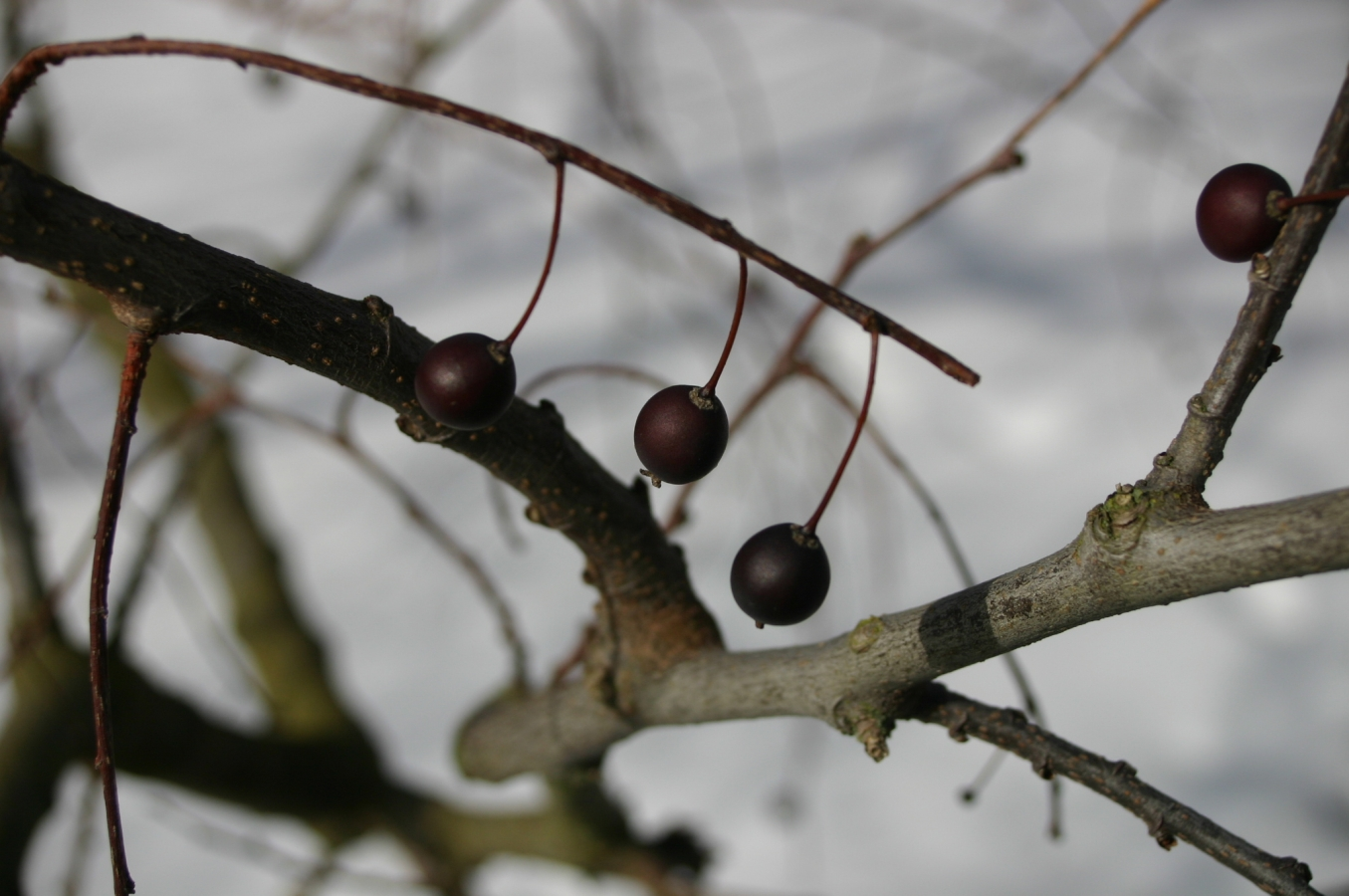
Zweig mit Früchten
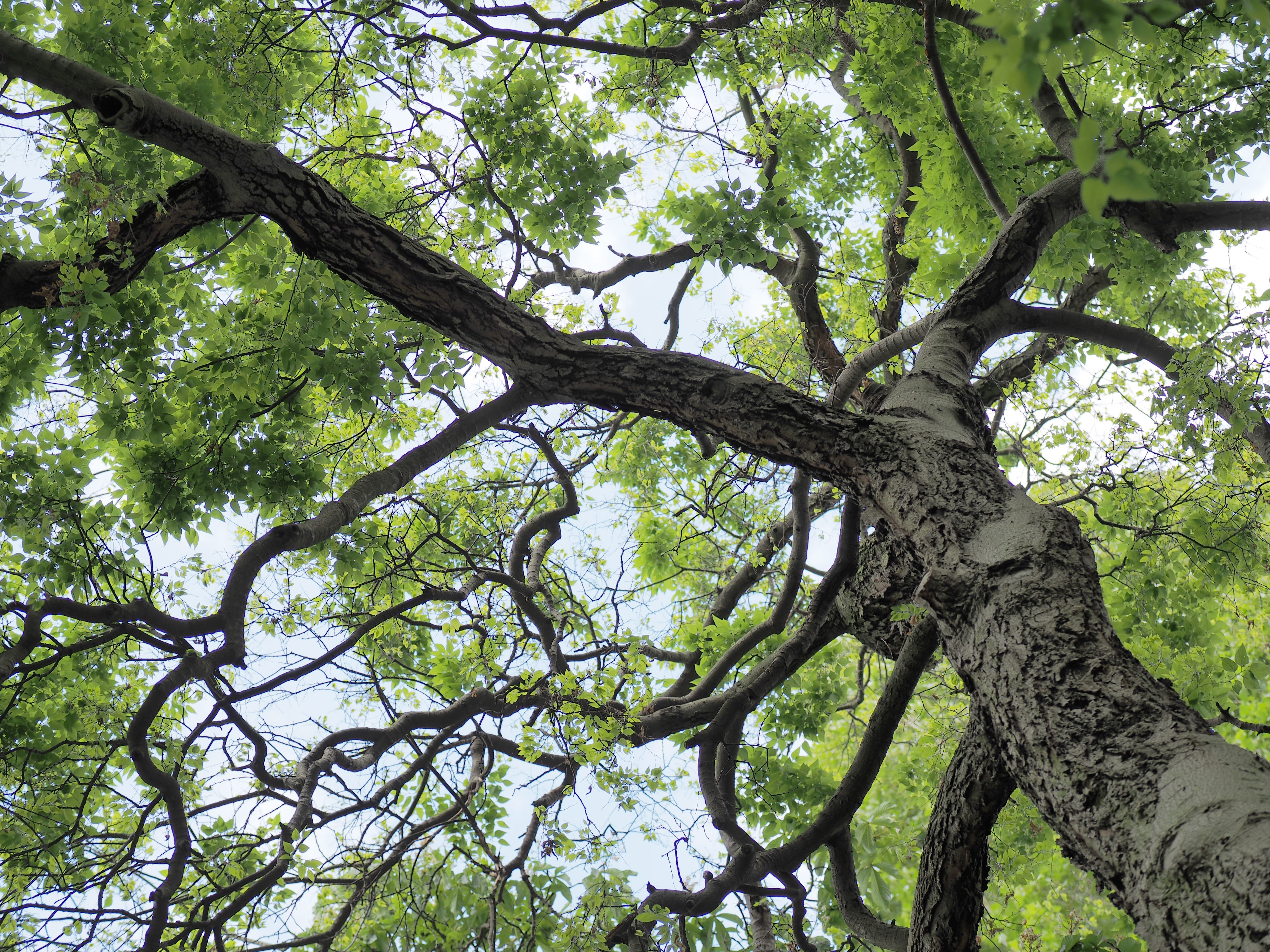
Naturdenkmal 1-18/B in Berlin-Tiergarten

## Verbreitung und Ökologie

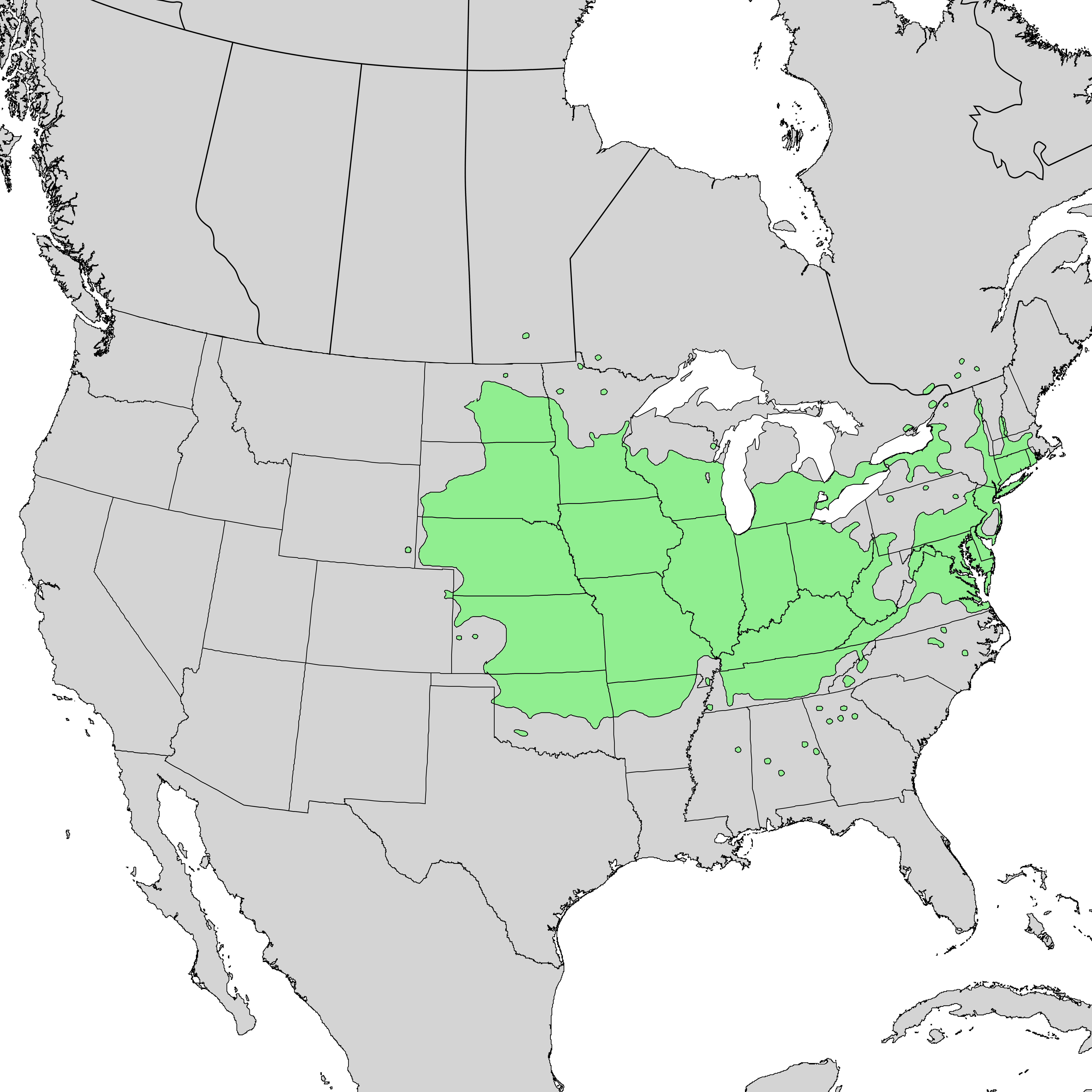
Natürliches Verbreitungsgebiet des Amerikanischen Zürgelbaums

Das natürliche Verbreitungsgebiet erstreckt sich von Ontario, Québec und Manitoba in Kanada über den Osten und die Mitte bis nach Texas im Süden der USA. In Australien wurde die Art eingebürgert. Sie wächst in artenreichen Wäldern bis in 1800 Metern Höhe auf mäßig trockenen bis frischen, schwach sauren bis alkalischen, nährstoffreichen Böden an sonnigen bis lichtschattigen Standorten. Die Art ist wärmeliebend und meist frosthart, sie meidet sandige und tonige Böden ist aber sehr stadtklimaverträglich.
Die Art wächst häufig in Gesellschaft der Amerikanischen Ulme (Ulmus americana), der Rot-Esche (Fraxinus pennsylvanica), des Silber-Ahorns (Acer saccharinum), und verschiedener Eichenarten (Quercus).

## Systematik
Der Amerikanische Zürgelbaum (Celtis occidentalis) ist eine Art aus der Gattung der Zürgelbäume (Celtis). Die Gattung wird entweder der Familie der Hanfgewächse (Cannabaceae) oder der Familie der Ulmengewächse (Ulmaceae) zugeordnet. Sie wurde 1753 von Carl von Linné in seinem Werk Species Plantarum wissenschaftlich erstbeschrieben.
Neben der Varietät occidentalis wird noch die Varietät Celtis occidentalis var. cordata unterschieden, die behaarte Zweige, derbe, länglich-eiförmige Blätter mit herzförmiger Basis, rauer Blattoberseite und unterseits behaarte Blattadern aufweist. Ihr Verbreitungsgebiet liegt im Süden der USA.

## Verwendung
Der Amerikanische Zürgelbaum ist der forstwirtschaftlich wichtigste der nordamerikanischen Zürgelbaumarten. Er wird auch wegen seiner Toleranz gegenüber Trockenheit häufig als Straßenbaum verwendet. Er ist auch in Europa als Parkbaum beliebt, da er winterhärter als der in Europa vorkommende Südliche Zürgelbaum (Celtis australis) ist. In seiner Heimat wurden Abkochungen aus der Rinde von den indigenen Völkern medizinisch als Mittel gegen Menstruations- und Halsschmerzen eingesetzt.
Die süßen Früchte sind essbar.
Traditionell wird der Zürgelbaum wegen seiner Verzweigungsart und der Festigkeit zur Herstellung von hölzernen Mistgabeln benutzt.